# Dźwina
Dźwina (łot. Daugava, biał. Дзвіна – Dzwina lub Заходняя Дзвіна – Zachodniaja Dzwina, ros. Западная Двина – Zapadnaja Dwina, lit. Dauguva, liw. Väina, niem. Düna, dawna nazwa: Rubon) – druga (po Wiśle) pod względem długości rzeka uchodząca do Bałtyku. Przepływająca przez Rosję, Białoruś i Łotwę, mająca swoje źródła na wzgórzach Wałdaju w zachodniej Rosji, na północny zachód od miasta Andrieapol, uchodząca do Zatoki Ryskiej.

## Charakterystyka
Początkowo płynie w kierunku południowym, poniżej miasta Witebsk (Białoruś) przyjmuje kierunek północno-zachodni. Przepływa północnym skrajem Wyżyny Białoruskiej, uchodzi do Zatoki Ryskiej, na terytorium Łotwy. Długość 1020 km, powierzchnia dorzecza 87,9 tys. km².
Główne dopływy: 
- prawe: Dryssa, Ewikszta, Ogre
- lewe: Mieża, Dzisna, Lelupa, Wielesa

Przepływa przez Andrieapol w Rosji, Witebsk i Połock na Białorusi oraz przez Dyneburg, Salaspils i Rygę na Łotwie.

## Historia
Pomiędzy górną Dźwiną i górnym odcinkiem  Dniepru znajduje się obszar zwany Bramą Smoleńską, który miał strategiczne znaczenie w wielu konfliktach zbrojnych.
Podczas wojny polsko-rosyjskiej w latach 1577–1582, Stefan Batory przeprowadzał w 1579 roku mobilizację w Świrze, gdzie zbierał konnicę, a w Postawach – artylerię. Sądzi się, że oddziały pancerne król przewoził szlakiem wodnym, a mianowicie: Miadziołka – Birwita – Dzisna – zachodnia Dźwina.
W latach 1918 (1922) – 1939 była to rzeka graniczna między Polską a ZSSR oraz dalej między Polską a Łotwą.

## Linki zewnętrzne

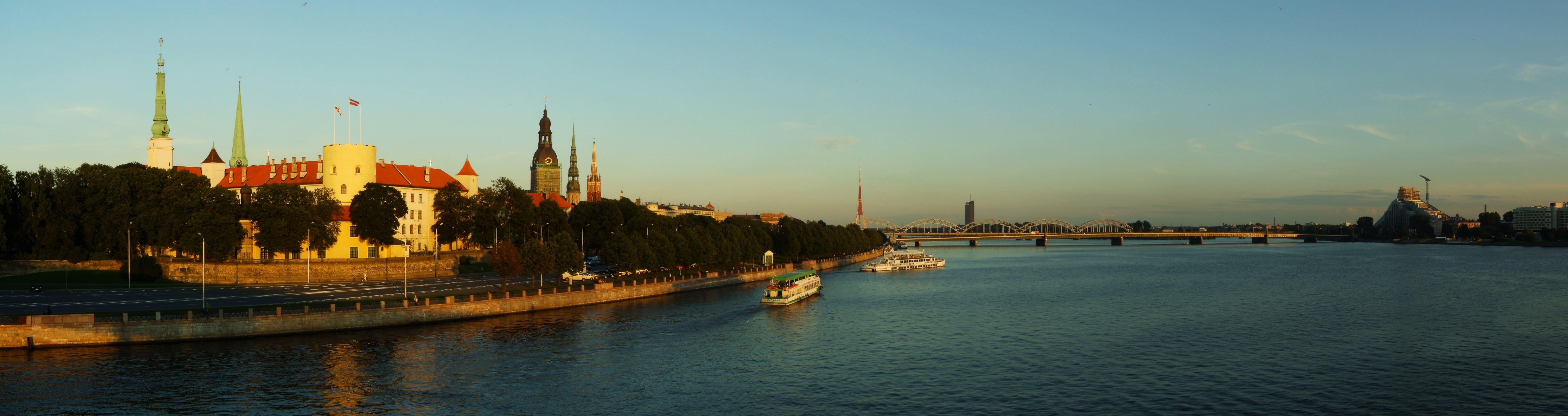
Dźwina w Rydze